# Einzelfallhilfe
Einzelfallhilfe, auch als soziale Einzelhilfe bezeichnet, (abgekürzt: EFH bzw. EH) ist eine Methode der sozialen Arbeit.
Die Einzelfallhilfe ist neben sozialer Gruppenarbeit und Gemeinwesenarbeit eine der drei traditionellen grundlegenden sozialpädagogischen Interventionsformen zur Lösung psychischer, materieller, gesundheitlicher oder sozialer Probleme. Ihre spezifischen Strategien zur Bewältigung dieser Probleme setzen dabei vornehmlich am Individuum, dem Klienten, an.
Einzelfallhilfe kommt in unterschiedlichen Handlungsfeldern der sozialen Arbeit zur Anwendung;  Beispiele sind:
- Beratung (z. B. Schuldnerberatung, Konfliktberatung),
- Vermittlung materieller Hilfen (z. B. Wohnungslosenhilfe) oder
- Einleitung und Durchführung von präventiven, unterstützenden, therapeutischen oder rehabilitierenden Maßnahmen (z. B. Behindertenhilfe, sozialpädagogische Familienhilfe).

## Geschichte
Einzelfallhilfe bestand schon vor der Professionalisierung sozialer Arbeit, z. B. in der karitativen Versorgung Bedürftiger durch Vermögende und in der individuellen, auf Gegenseitigkeit beruhenden Risikoabsicherung durch mittelalterliche Gilden und Knappschaften. Soziale Arbeit mit einzelnen Personen oder Familien oblag zunächst weitgehend ehrenamtlichen Kräften und begann erst allmählich, sich als Tätigkeitsmerkmal eines Berufs zu entwickeln. Ansätze der Individualisierung in der staatlichen Armenfürsorge sind im Elberfelder System (Armenordnung von 1852) und im Straßburger System zu finden. Um 1900 bestanden zumindest in größeren Städten Deutschlands Beratungsstellen für Gesundheits- und Rechtsfragen, Seemannsfürsorge oder Auswandererberatung, die ebenfalls schon als frühe Vorläufer der heutigen sozialen Einzelfallhilfe zu gelten haben. Erste Anlaufstelle war stets eine Behörde, so dass bis ins 20. Jahrhundert auch das Berufsbild und die Tätigkeiten dadurch geprägt waren.
Weiterhin entwickelt sich Einzelhilfe auch im Kontext von neu entstehenden Konzepten der Individualpsychologie und Psychotherapie, namentlich der Freud’schen Psychoanalyse.
Als Zeugnis von Einzelfallhilfe als einem systematischen Instrument der Sozialarbeit/Sozialpädagogik wird häufig nur die case work in der Armenhilfe der USA, sowie insbesondere Mary Ellen Richmonds Buch Social Diagnosis  (1917), zitiert.
In den 1920er Jahren trägt in Deutschland Alice Salomon wesentlich zu einer wissenschaftlichen und praktischen Rezeption der Individualisierenden Methode im Zusammenwirken von staatlicher ‚Fürsorge‘  und privater ‚Wohlfahrtspflege‘ bei. Die Formen und Aufgaben der helfenden Intervention charakterisiert sie dabei mit Begriffen wie ‚Behandeln‘, ‚Heilen‘ und ‚Pflegen‘.
Ab den 1970er wurde die offene Sozialarbeit als neue Form entwickelt.

## Konzepte
Im Laufe der weiteren Professionalisierung sozialer Arbeit findet vor allem ab 1950 eine Theoriebildung statt, in der – ebenso wie bei der Sozialen Gruppenarbeit und der Gemeinwesenarbeit – zunächst angloamerikanische Theorie- und Handlungsansätze dominierten. In ihnen stehen entwicklungspsychologische oder funktionalistische (Sozialarbeit als Dienstleistung) bzw. technologische, behavioristische (Verhaltensmodifikation) Konzepte im Vordergrund.
Alle Konzepte der Einzelfallhilfe gehen davon aus, dass in einer Stärkung des Individuums die erfolgreichste Strategie zur Lösung seiner Probleme zu suchen ist. Mit „Hilfe zur Selbsthilfe“ soll das Ziel einer emanzipierten, authentischen und (selbst-)verantwortlichen Persönlichkeit erreicht werden, die anschließend keiner weiteren professionellen Unterstützung mehr bedarf.
Die zeitlich begrenzte pädagogische Intervention erfolgt nach einer systematischen Untersuchung der psychosozialen Situation des Klienten, ihrer Geschichte und einem qualitativen Befund (Anamnese und Diagnose). Ein therapeutisches Konzept bzw. Maßnahmeplan legt die Ziele und den Ablauf der Unterstützung fest und soll eine, zuweilen auch gemeinsame, Erfolgskontrolle ermöglichen.
Das Konzept der „Hilfe“ setzt Freiwilligkeit, Einverständnis und Mitwirkungsbereitschaft der Klienten voraus. Häufig beschriebene Anforderungen an die Pädagogen in der Einzelfallhilfe sind deshalb Anteilnahme, Akzeptanz der Person und Achtung der Selbstbestimmung des Klienten, sowie Verschwiegenheit gegenüber anderen Personen und Institutionen. Einzelfallhelfer bedienen sich u. a. aus der Psychotherapie abgeleiteter Verfahren, z. B. der personenzentrierten Gesprächsführung nach Carl Rogers.
Je nach handlungsleitender Modellvorstellung beruht die Einzelfallhilfe auf weiteren Elementen wie etwa der „Diagnose und Behandlung“, dem „dialogischem Aushandeln zur Zielfindung“, der „Ressourcenerschließung“ (zum Beispiel einer Aktivierung des sozialen Umfeldes) oder der „Vermittlung von Dienstleistungen“. Konzepte der Einzelfallhilfe lassen sich u. a. auch daran unterscheiden, welche Hintergründe von Hilfebedürftigkeit berücksichtigt werden und worin die Hilfe konkret bestehen kann (etwa: in Geldleistungen, in instrumenteller Unterstützung, in einer Begleitung bei der Erreichung selbstdefinierter Ziele oder in der Ressourcenerschließung) und wodurch die Hilfe vermittelt werden kann (etwa: durch die Beziehung zwischen Fachkraft und Klient, durch das Gespräch oder durch eine Veränderung des Umfeldes). Auch der Kontext beeinflusst die Wirkung von Interventionen (etwa: wer der Auftraggeber ist und inwieweit der Klient freiwillig die Einzelfallhilfe aufsucht). Je nach Konzept der Einzelfallhilfe kann außerdem eine systematische Dokumentation, Überprüfung und Bewertung der Ergebnisse vorgesehen sein.

### Case Management
In Theorie und Praxis der Einzelfallhilfe hat der Begriff Case Management einen hohen Stellenwert erlangt. In ihm spiegelt sich auch das Bemühen um eine weitere Professionalisierung wider: Caseworker oder Case Manager handeln nicht mehr als „Helfer“, sondern als erfolgskontrollierte Dienstleister nach festgelegten bzw. überprüfbaren professionellen Standards.
Als wesentliche Triebfeder des ‚Booms‘ von Case-Management-Konzepten ist die zunehmende Finanzkrise der öffentlichen Haushalte zu sehen, daneben die mangelnde Quantifizierbarkeit von Erfolgen sozialer Arbeit allgemein und von Einzelfallhilfe im Besonderen. Case-Management-Konzepte sollen dabei die begrenzten finanziellen, personellen und organisatorischen Ressourcen bündeln, um auf wachsende soziale Problemlagen in möglichst effizienter Form zu reagieren (siehe hierzu auch den Artikel Fallmanagement mit den Schwerpunkten Arbeitslosigkeit/ALG II und Rehabilitation). Sie spiegeln damit den allgemein feststellbaren Trend zur Ökonomisierung der Sozialen Arbeit wider.

## Kritik
Haupteinwand gegen die Konzepte von Einzelfallhilfe war ab Ende der 1960er Jahre der Vorwurf, sie individualisierten gesellschaftlich bedingte Probleme und verschleierten die wahren Ursachen ihrer Entstehungsbedingungen. Die aktuelle Kritik am Case Management hat diese Argumente nahezu nahtlos übernommen.

## Rechtliche Grundlagen
In Deutschland sind viele sozialstaatliche Leistungen im Sozialgesetzbuch verankert. Einzelfallhilfe wird zum Beispiel gewährt als Leistung für
- Menschen in besonderen Lebenslagen (auch Wohnungslosenhilfe) nach § 67, § 68 SGB XII
- Personen mit einer Behinderung im Rahmen der Eingliederungshilfe nach §§ 53 und 54 SGB XII
- Jugendliche, die einer intensiven Unterstützung bei der sozialen Integration bedürfen (im Rahmen der Hilfen zur Erziehung) nach § 35 SGB VIII